# Gabara infumata
Gabara infumata là một loài bướm đêm trong họ Erebidae.